# 漳浦束腰蟹
漳浦束腰蟹（学名：Somanniathelphusa zhangpuensis）为束腹蟹科束腰蟹属的动物。在中国大陆，分布于福建等地，一般栖息于稻田水渠泥洞中。